# 穆东
穆东（法語：Moudon）是瑞士联邦西部法语区的沃州下设的一个镇。在行政上属于布罗瓦-维利区管辖。穆东的总面积为15.69平方公里。截至2010年底，总人口为4,828。

## 历史
穆东的历史可以追溯到凯尔特时期。古罗马统治时，成为当地的主要定居点，当时的名称“米诺杜努姆”（拉丁語：Minnodunum）经过演变，沿用至今。1011年，穆东成为洛桑主教辖区。

## 地理
穆东坐落在布鲁瓦河畔。

## 人物
- 丹尼爾·彼得